# قرق، قسطمونی
قرق (به ترکی استانبولی: Kırık) یک منطقهٔ مسکونی در ترکیه است که در قسطمونی واقع شده‌است.